# Felsősima
Felsősima Nyíregyháza vármegyeszékhely része a várostól délnyugatra a kálmánházi úton. A központi magját kivéve a nagy része külterület. A településtől délre húzódik kelet-nyugati irányban az M3-as autópálya. Óvodája, postája van, az iskolája azonban már megszűnt. A városi helyijáratok közül a H35-ös busz külső végállomása van itt.

## Története
Az autópálya építése előtti ásatások alatt állatcsontokat találtak.